# Bear McCreary
Bear McCreary (Fort Lauderdale, 17 februari 1979) is een Amerikaans filmcomponist.

## Carrière
McCreary studeerde af aan de "USC Thorn School of Music" in Los Angeles. Hij studeerde onder de bekende filmcomponist Elmer Bernstein. Zijn muziekstijl is vaak een mix van klassieke instrumenten, etnische instrumenten, rock en elektronica. Hij won in 2013 een Emmy Award voor de originele Main Theme van de televisieserie Da Vinci's Demons. McCreary bekendste soundtracks zijn onder meer de televisieseries Battlestar Galactica en The Walking Dead.
McCreary heeft daarnaast het entertainmentbedrijf Sparks & Shadows opgericht. Het functioneert als muziekproductiestudio, platenlabel en algemeen hoofdkantoor. Het bedrijf is ook een creatief centrum van getalenteerde, opkomende componisten, die door hem persoonlijk zijn geselecteerd en begeleid.

## Privéleven
McCreary trouwde in 2010 met zangeres en songwriter Raya Yarbrough. Hun dochter Sonatine, vernoemd naar de muziekterm sonatine, werd geboren op 2 juni 2014.

## Filmografie
| Jaar | Titel                            | Opmerkingen           |
| ---- | -------------------------------- | --------------------- |
| 2002 | Periphery, Texas                 |                       |
| 2006 | Wrong Turn 2: Dead End           |                       |
| 2008 | Rest Stop: Don't Look Back       |                       |
| 2009 | The Plan                         |                       |
| 2010 | Step Up 3D                       |                       |
| 2011 | Chillerama                       | segment "Zom-B-Movie" |
| 2013 | Europa Report                    |                       |
| 2013 | Knight of Badassdom              |                       |
| 2014 | Angry Video Game Nerd: The Movie |                       |
| 2014 | Digging Up the Marrow            |                       |
| 2014 | Everly                           |                       |
| 2016 | The Forest                       |                       |
| 2016 | The Boy                          |                       |
| 2016 | 10 Cloverfield Lane              |                       |
| 2016 | Colossal                         |                       |
| 2017 | Rebel in the Rye                 |                       |
| 2017 | Animal Crackers                  |                       |
| 2017 | Revolt                           |                       |
| 2017 | Happy Death Day                  |                       |
| 2018 | The Cloverfield Paradox          |                       |
| 2018 | Tau                              |                       |
| 2018 | I Still See You                  |                       |
| 2018 | Hell Fest                        |                       |
| 2018 | Welcome Home                     |                       |
| 2019 | Happy Death Day 2U               |                       |
| 2019 | The Professor and the Madman     |                       |
| 2019 | Rim of the World                 |                       |
| 2019 | Godzilla: King of the Monsters   |                       |
| 2019 | Child's Play                     |                       |
| 2019 | Eli                              |                       |
| 2020 | Fantasy Island                   |                       |
| 2020 | Ava                              |                       |
| 2020 | The Babysitter: Killer Queen     |                       |
| 2020 | Freaky                           |                       |
| 2020 | This Game's Called Murder        |                       |
| 2022 | Paws of Fury: The Legend of Hank |                       |
| 2023 | We Have a Ghost                  |                       |
| 2023 | The Last Voyage of the Demeter   |                       |
| 2024 | The 4:30 Movie                   |                       |

## Overige producties

### Computerspellen
| Jaar | Titel                                   | Opmerkingen                            |
| ---- | --------------------------------------- | -------------------------------------- |
| 2010 | Dark Void                               |                                        |
| 2011 | Socom 4: U.S. Navy Seals                |                                        |
| 2011 | Moon Breakers                           |                                        |
| 2013 | Defiance                                |                                        |
| 2013 | The Walking Dead: Survival Instinct     |                                        |
| 2018 | God of War                              |                                        |
| 2020 | Star Wars: Tales from the Galaxy's Edge | met Danny Piccione en Joseph Trapanese |
| 2021 | Call of Duty: Vanguard                  |                                        |
| 2022 | God of War: Ragnarök                    |                                        |
| 2023 | Forspoken                               | met Garry Schyman                      |
| 2023 | God of War Ragnarök: Valhalla           | met Sam Ewing                          |

### Televisieseries
| Jaar | Titel                                       | Opmerkingen                              |
| ---- | ------------------------------------------- | ---------------------------------------- |
| 2004 | Battlestar Galactica                        | 2004-2009                                |
| 2006 | Battlestar Galactica: The Resistance        |                                          |
| 2007 | Battlestar Galactica: Razor Flashback       |                                          |
| 2007 | Eureka                                      | 2007-2012                                |
| 2008 | Battlestar Galactica: The Face of the Enemy | 2008-2009                                |
| 2008 | Terminator: The Sarah Connor Chronicles     | 2008-2009                                |
| 2009 | Trauma                                      | 2009-2010                                |
| 2009 | Caprica                                     | 2009-2010                                |
| 2010 | Human Target                                |                                          |
| 2010 | The Walking Dead                            | 2010-2022                                |
| 2011 | The Cape                                    |                                          |
| 2011 | Shelf Life                                  | 2011-2012                                |
| 2012 | Daybreak                                    |                                          |
| 2012 | Holliston                                   | 2012-2013                                |
| 2013 | Defiance                                    | 2013-2015                                |
| 2013 | Da Vinci's Demons                           | 2013-2015                                |
| 2013 | Agents of S.H.I.E.L.D.                      | 2013-2019                                |
| 2014 | Constantine                                 | 2014-2015                                |
| 2014 | Black Sails                                 | 2014-2017                                |
| 2014 | Outlander                                   | 2014-heden                               |
| 2016 | Damien                                      |                                          |
| 2017 | Electric Dreams                             | 2017-2018                                |
| 2018 | Into the Dark                               |                                          |
| 2019 | Proven Innocent                             |                                          |
| 2019 | See                                         | 2019-2022                                |
| 2020 | Snowpiercer                                 | 2020-heden                               |
| 2021 | Masters of the Universe: Revelation         |                                          |
| 2021 | Foundation                                  | 2021-2023                                |
| 2022 | The Lord of the Rings: The Rings of Power   | 2022-heden, hoofdthema door Howard Shore |
| 2022 | The Serpent Queen                           |                                          |
| 2022 | The Witcher: Blood Origin                   |                                          |
| 2023 | Percy Jackson and the Olympians             | 2023-2024                                |
| 2024 | Masters of the Universe: Revolution         |                                          |

### Televisiefilms
| jaar | Titel                                | Opmerkingen |
| ---- | ------------------------------------ | ----------- |
| 2007 | Battlestar Galactica: Razor          |             |
| 2009 | Empire State                         |             |
| 2012 | The Asset                            |             |
| 2012 | Battlestar Galactica: Blood & Chrome |             |
| 2020 | The Dark Tower                       |             |
| 2022 | Our Time                             |             |

### Documentaires
| Jaar | Titel             | Opmerkingen |
| ---- | ----------------- | ----------- |
| 2022 | Call Me Miss Cleo |             |

## Prijzen en nominaties

### BAFTA Awards
| Jaar | Titel                | Categorie                | Uitslag  |
| ---- | -------------------- | ------------------------ | -------- |
| 2019 | God of War           | Beste computerspelmuziek | Gewonnen |
| 2023 | God of War: Ragnarök | Beste computerspelmuziek | Gewonnen |

### Emmy Awards
| Jaar | Titel             | Categorie                                                                                 | Uitslag     |
| ---- | ----------------- | ----------------------------------------------------------------------------------------- | ----------- |
| 2010 | Human Target      | Beste titelmuziek                                                                         | Genomineerd |
| 2013 | Da Vinci's Demons | Beste titelmuziek                                                                         | Gewonnen    |
| 2014 | Black Sails       | Beste titelmuziek                                                                         | Genomineerd |
| 2015 | Outlander         | Beste compositie voor een televisieserie (originele dramatische muziek), afl. "Sassenach" | Genomineerd |

### Grammy Awards
| Jaar | Titel                         | Categorie                                                          | Uitslag     |
| ---- | ----------------------------- | ------------------------------------------------------------------ | ----------- |
| 2023 | Call of Duty: Vanguard        | Beste soundtrack voor computerspellen en andere interactieve media | Genomineerd |
| 2024 | God of War: Ragnarök          | Beste soundtrack voor computerspellen en andere interactieve media | Genomineerd |
| 2025 | God of War Ragnarök: Valhalla | Beste soundtrack voor computerspellen en andere interactieve media | Genomineerd |

## Hitlijsten

### Albums
| Album met hitnotering(en) in de Vlaamse Ultratop 200 albums | Datum van verschijnen | Datum van binnenkomst | Hoogste positie | Aantal weken | Opmerkingen |
| ----------------------------------------------------------- | --------------------- | --------------------- | --------------- | ------------ | ----------- |
| Outlander - The Series: Vol. 1                              | 2015                  | 23-05-2015            | 105             | 3            | soundtrack  |
| Outlander - The Series: Vol. 2                              | 2015                  | 03-10-2017            | 200             | 1            | soundtrack  |
| Outlander - The Series: Season 2                            | 2016                  | 05-11-2016            | 130             | 1            | soundtrack  |
| God of War                                                  | 2018                  | 28-04-2018            | 188             | 1            | soundtrack  |

- Bibsys: 1678650010677
- Biblioteca Nacional de España: XX4669295
- Bibliothèque nationale de France: cb156147480 (data)
- Gemeinsame Normdatei: 1023198746
- International Standard Name Identifier: 0000 0001 1495 1657
- Library of Congress Control Number: no2009109104
- MusicBrainz: 78192f3c-607b-4190-a02b-8e036887b9a7
- Nationale Bibliotheek van Tsjechië: xx0210730
- Nederlandse Thesaurus van Auteursnamen: 334259150
- Réseau des bibliothèques de Suisse occidentale: 02-A020044020
- Système universitaire de documentation: 153802286
- Virtual International Authority File: 91158885
- WorldCat: E39PBJvHdBpYHTMgbfrQT8hfv3